# 伯利茲國徽
伯利茲國徽為盾徽，左上角為撬杠和錘子，右上角為斧頭和鋸。下方為一艘船。背後為一株大葉桃花心木。兩側有伐木工人守護著。綬帶上書有拉丁語格言「我在林蔭中繁榮昌盛」（Sub umbra floreo），大葉桃花心木為十八世紀與十九世紀英屬宏都拉斯時期重要的林業經濟之一。外面環以由25對葉子組成的花環，寓意伯利兹由50个县所组成。

## 历代国徽

英属洪都拉斯，1819-1907
英属洪都拉斯，1907-1967
英属洪都拉斯（1973年更名为伯利兹），1907-1981
英属洪都拉斯（1973年更名为伯利兹），1967-1981
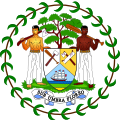
伯利兹，1981-2019

## 外部連結
- （英文）貝里斯政府網站* （英文）